# 巴約訥山
68°55′S 71°03′W / 68.917°S 71.050°W
巴約訥山（Mount Bayonne）是南極洲的山峰，位於亞歷山大一世島，處於巴黎山以北，是魯昂山脈的北端，海拔高度1,500米，現時受南極條約體系管理。巴约讷山得名于法国城市巴约讷。